# Charles Spencer, 9:e earl Spencer
Charles Edward Maurice Spencer, 9:e earl Spencer, född 20 maj 1964 i London, är en brittisk journalist, särskilt inriktad på historia. Han är näst äldste och ende överlevande son till Edward John Spencer, 8:e earl Spencer samt var bror till prinsessan Diana. 
Spencer studerade vid Eton College och därefter Magdalen College vid Oxfords universitet, där han bland annat studerade modern historia. Han är författare till flera historiska verk. Från farfaderns död 1975 till faderns 1992 bar han titeln viscount Althorp.
Spencer höll ett uppmärksammat tal vid systerns TV-sända begravning 1997.